# Grécia nos Jogos Olímpicos de Inverno de 2006
A Grécia mandou 5 competidores para os Jogos Olímpicos de Inverno de 2006, em Turim, na Itália. A delegação não conquistou nenhuma medalha.

## Desempenho

### Biatlo
| Atleta                 | Evento               | Final     | Final | Final |
| Atleta                 | Evento               | Tempo     | Pen.  | Pos.  |
| ---------------------- | -------------------- | --------- | ----- | ----- |
| Stavros Christoforidis | Velocidade masculino | 32:48.3   | 3     | 84    |
| Stavros Christoforidis | Individual masculino | 1:13:13.3 | 11    | 88    |

### Esqui alpino
| Atletas              | Evento                   | Final      | Final      | Final      | Final   | Final |
| Atletas              | Evento                   | 1ª Corrida | 2ª Corrida | 3ª Corrida | Total   | Pos.  |
| -------------------- | ------------------------ | ---------- | ---------- | ---------- | ------- | ----- |
| Vassilis Dimitriadis | Slalom gigante masculino | DNF        | DNF        | DNF        | DNF     | DNF   |
| Vassilis Dimitriadis | Slalom masculino         | 57.38      | 54.00      |            | 1:51.38 | 23    |
| Magdalini Kalomirou  | Slalom gigante feminino  | 1:15.28    | 1:21.17    |            | 2:36.45 | 39    |
| Magdalini Kalomirou  | Slalom feminino          | DSQ        | DSQ        | DSQ        | DSQ     | DSQ   |

### Esqui cross-country
| Atleta              | Evento                          | Preliminares | Preliminares | Quartas     | Quartas     | Semifinal   | Semifinal   | Final       | Final |
| Atleta              | Evento                          | Total        | Pos.         | Total       | Pos.        | Total       | Pos.        | Total       | Pos.  |
| ------------------- | ------------------------------- | ------------ | ------------ | ----------- | ----------- | ----------- | ----------- | ----------- | ----- |
| Eleftherios Fafalis | Velocidade individual masculino | 2:20.33      | 29 Q         | 2:26.7      | 6           | Não avançou | Não avançou | Não avançou | 29    |
| Panagiota Tsakiri   | Velocidade individual feminino  | 2:43.28      | 66           | Não avançou | Não avançou | Não avançou | Não avançou | Não avançou | 66    |

Legenda
| Recorde mundial      | Recorde mundial (World record)               |                       | Recorde africano                      | Recorde africano (African) |                                           | Q | Classificado por posição (Qualified) |
| Recorde olímpico     | Recorde olímpico (Olympic record)            | Recorde da América    | Recorde da América (Americas)         | q                          | Classificado por melhor tempo (Qualified) |   |                                      |
| Melhor marca do ano  | Melhor marca do ano (World leading)          | Recorde asiático      | Recorde asiático (Asian)              | DNS                        | Não largou (Did not start)                |   |                                      |
| Recorde nacional     | Recorde nacional (National record)           | Recorde europeu       | Recorde europeu (European)            | DNF                        | Não terminou (Did not finish)             |   |                                      |
| Recorde pessoal      | Recorde pessoal do atleta (Personal best)    | Recorde da Oceania    | Recorde da Oceania (Oceania)          | DSQ / DQ                   | Desclassificado (Disqualified)            |   |                                      |
| Recorde da temporada | Recorde da temporada do atleta (Season best) | Recorde sul-americano | Recorde sul-americano (South America) | NM                         | Sem marca (No mark)                       |   |                                      |